# Городея (стадион)
Городея — футбольный стадион с натуральным покрытием в городе Городея, Белоруссия. Максимальная вместимость — 1625 зрителей. Являлся домашним стадионом ФК «Городея».

## История
Стадион принадлежит спортивно-оздоровительному комплексу ОАО «Городейский сахарный комбинат» и изначально назывался «Сахарник».
В 2011 году была произведена реконструкция единственной трибуны, которая вмещала 1020 зрителей.
После выхода ФК «Городея» в высшую лигу руководство комбината приняло решение о новой реконструкции.
Поле было расширено, установлены мачты освещения, построена новая трибуна. Вместимость стадиона увеличилась до 1625 мест.
Теперь стадион имеет две трибуны (западную и восточную), оборудован электронным табло, освещением, пресс-ложей. Есть автомобильная парковка. Покрытие поля — натуральный газон.
После расформирования ФК Городея стадион пустовал целый год,пока Арсенал не арендовал его в 2021."Красно-белые" отыграли на этом поле сезоны 2021 и 2022.А в сезоне 2023 из-за проблем с полем,домашние матчи здесь будет играть ФК Минск.